# Ælfflæd (filla de Ceolwulf I de Mèrcia)
Ælfflæd (fl. 840) era filla de Ceolwulf I de Mèrcia. Es va casar amb Wigmund de Mèrcia. El seu fill, Wigstan de Mèrcia, va heretar el tron l'any 840, però va renunciar i va designar sa mare com a regent de Mèrcia. Va ser deposada per Beorhtwulf de Mèrcia. Ælfflæd no ha de ser confosa amb Ælfflæd, filla d'Offa de Mèrcia.